# Mikalaj Statkewitsch
Mikalaj Statkewitsch (belarussisch Мікалай Статкевіч, russisch Николай Статкевич ‚Nikolai Statkewitsch‘; * 12. August 1956 in Ljadna, Rajon Sluzk, Minskaja Woblasz) ist ein sozialdemokratischer Politiker in Belarus. Er ist Mitglied der Belarussischen Sozialdemokratischen Partei „Narodnaja Hramada“ (BSDP NH). Seit dem 31. Mai 2020 befindet er sich in Haft. Die Menschenrechtsorganisation Wjasna stuft ihn als politischen Gefangenen ein. Am 14. Dezember 2021 wurde Statkewitsch zu 14 Jahren Haft verurteilt.

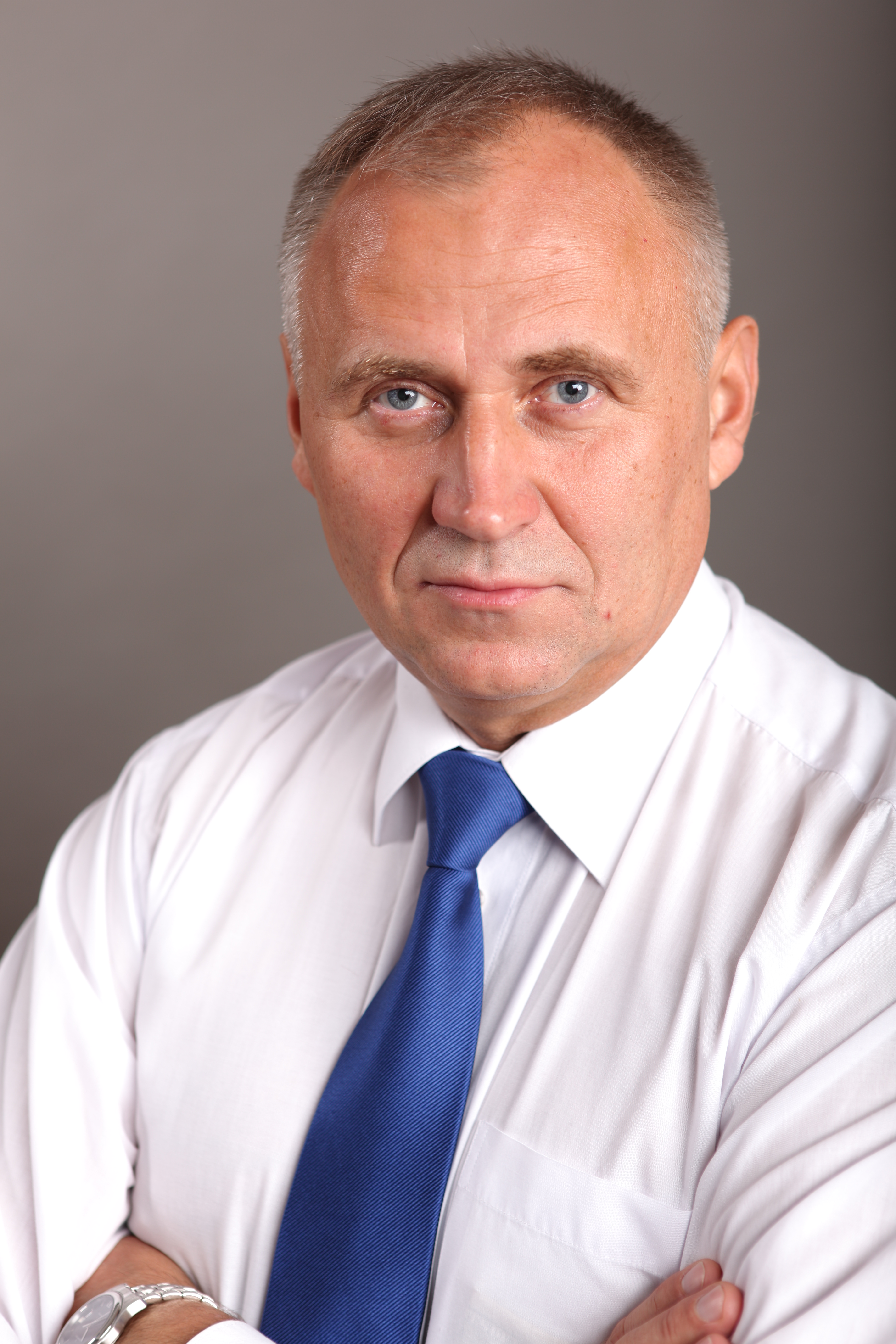
Mikalaj Statkewitsch (2010)

## Leben
Statkewitsch hat an der Militärakademie in Minsk Ingenieurwissenschaften studiert und anschließend im Bereich RFID / Luftabwehr promoviert. Wenige Wochen vor seiner Habilitation wurde er aus der Armee entlassen, da er sich dagegen ausgesprochen hatte, dass Belarus an russischen Militäraktionen teilnimmt.
Anfang 1991 trat Statkewitsch als Protestzeichen für die gewaltsame Niederschlagung des litauischen Aufstands (Januarereignisse in Litauen 1991) aus der Kommunistischen Partei aus. Als einer der wenigen Militärangehörigen von Belarus stellte er sich gegen den Augustputsch in Moskau 1991.
In den Jahren 1995–1996 gelang Statkewitsch, dreimal ins Parlament von Belarus einzuziehen. Um das zu verhindern, erklärte die Regierung von Aljaksandr Lukaschenka die Wahlen jedes Mal für ungültig. 1999 organisierte Statkewitsch den sogenannten „Freiheitsmarsch“ in Minsk, an dem 50.000 Demonstranten teilnahmen. Die Kundgebung wurde gewaltsam niedergeschlagen, mehrere führende Oppositionspolitiker entweder verhaftet oder ermordet. Statkewitsch wurde wegen seiner oppositionellen Haltung gegen Lukaschenka insgesamt 30 Mal festgenommen und dreimal wurde gegen ihn Strafverfahren eingeleitet.
1995 wurde Statkewitsch Vorsitzender der BSDP (NH) und trat als Kandidat bei den Präsidentschaftswahlen 2010 an. Am Wahltag, dem 19. Dezember, wurde er während einer Demonstration neben weiteren Oppositionellen verhaftet. Im Mai 2011 wurde Statkewitsch zusammen mit Dsmitry Wus, der ebenfalls gegen Lukaschenka angetreten war, wegen der Organisation von Massenprotesten verurteilt. Das Strafmaß für Statkewitsch legte das Gericht auf sechs Jahre Arbeitslager fest.
Das Europäische Parlament und internationale Menschenrechtsorganisationen traten für Statkewitschs Freilassung ein. Statkewitsch wurde im Vorfeld der Präsidentschaftswahlen am 23. August 2015 freigelassen.
Im Jahr 2020 wurde er aufgrund der Organisation einer nicht genehmigten Demonstration zu 15 Tage Polizeigewahrsam verurteilt, außerdem wurde er von der Präsidentschaftswahl in Belarus 2020 ausgeschlossen. Seit dem 31. Mai 2020 befindet er sich in Haft. Ihm wird vorgeworfen zusammen mit den Oppositionspolitikern Pawel Sewjarynez und Sjarhej Zichanouski „Massenunruhen“ organisiert zu haben. Die Menschenrechtsorganisation Wjasna hält die Vorwürfe für politisch motiviert und fordert dessen Freilassung.
Am 14. Dezember 2021 wurde Statkewitsch zu 14 Jahren Haft verurteilt. In seinen 565 Tagen in Haft hatte er keinerlei Zugang zu einem Rechtsbeistand.

## Familie
Statkewitsch hat zwei Töchter, die in Deutschland leben. Seit 2011 ist er mit Marina Adamovich verheiratet, die ebenfalls politisch aktiv ist.

## Auszeichnungen
- 2020: Sacharow-Preis (Preis für Demokratie und Menschenrechte)[9][10]